# فرنچ هاوس
فرِنچ هاوس (انگلیسی: French house) که با نام‌ها فرنچ تاچ (انگلیسی: French touch)، فیلتر هاوس (انگلیسی: Filter house) یا تِک‌فانک (انگلیسی: tekfunk) نیز شناخته می‌شود، گونه‌ای از موسیقی هاوس است که در دههٔ ۱۹۹۰ توسط موسیقی‌دانان اهل فرانسه ابداع شد. این سبک شکلی از یورو دیسکو، و رشته‌ای محبوب از عرصهٔ موسیقی رقص الکترونیک اروپایی در اواخر دههٔ ۱۹۹۰ و دههٔ ۲۰۰۰ است. ویژگی‌های تعیین‌کنندهٔ این سبک شامل افکت‌های فیلتر و فیزر هستند که در کنار و بر روی نمونه‌هایی از قطعه‌های دیسکوی اروپایی اواخر دههٔ ۱۹۷۰ و اوایل دههٔ ۱۹۸۰ بسته می‌شوند. قطعه‌های این سبک گاهی حاوی قلاب‌های اصلی الهام‌گرفته از این نمونه‌ها بودند که منجر به ارائهٔ پایه‌های هارمونیک ضخیم‌تر نسبت به پیشروهای این سبک می‌شدند. اکثر قطعه‌های این سبک دارای کسر میزان 4
4 هستند و از ضرب‌های فور تو د فلور در محدودهٔ سرعت ۱۱۰–۱۳۰ ضرب در دقیقه بهره می‌برند. فرنچ هاوس شبیه به فیوچر فانک است، اگرچه برخی تفاوت‌های کلیدی نیز با آن دارد. از جملهٔ تهیه‌کنندگان فرنچ هاوس می‌توان از دفت پانک، استارداست، کاسیوس، د سوپرمن لاورز، مودجو، ژوستیس و اتین د کرسی نام برد.